# وشاح (جيولوجيا)
الوشاح هو طبقة داخل جسم كوكبي يحده من الأسفل نواة وفوقها قشرة. يتكون الوشاح من الصخور أو الجليد، وهو عمومًا أكبر وأضخم طبقة في جسم الكواكب. الوشاح هي سمة من سمات الأجسام الكوكبية التي خضعت للتباين حسب الكثافة. جميع الكواكب الأرضية (بما في ذلك الأرض ) وعدد من الكويكبات وبعض أقمار الكواكب لها أغطية.

## وشاح الأرض

البنية الداخلية للأرض

غلاف الأرض عبارة عن طبقة من صخور السيليكات بين القشرة واللب الخارجي. كتلته 4.01 × 10 24 كجم تمثل 67٪ من كتلة الأرض. يبلغ سمكها 2,900 كيلومتر (1,800 ميل) تشكل حوالي 84٪ من حجم الأرض. غالبًا ما يكون صلبًا ولكن في الزمن الجيولوجي يتصرف كمائع لزج. ينتج الذوبان الجزئي للوشاح عند ظهر المحيط قشرة محيطية، وينتج الذوبان الجزئي للوشاح عند مناطق الاندساس قشرة قارية.